# Wertschöpfungsarchitektur
Die Gestaltung der Wertschöpfungsarchitektur eines Unternehmens ist ein Bestandteil der Unternehmensführungsfunktion Organisation. Architekturen sind neben Prozessen (Ablauforganisation) und Strukturen (Aufbauorganisation) das dritte Element der Organisationsgestaltung (vgl. Bach u. a. 2012). Die Wertschöpfungsarchitektur legt fest, wie die Arbeitsteilung in einer Branche aussieht und wie die arbeitsteilig erbrachten aber sachlogisch zusammenhängenden Wertschöpfungsaktivitäten koordiniert werden (vgl. Jacobides/Billinger 2006).
In der wissenschaftlichen Literatur wird in diesem Zusammenhang auch von Geschäftssystem (vgl. Hungenberg 2011), Value Constellation (vgl. Normann/Ramirez 1993) oder Value System (vgl. Porter 2010) gesprochen. Alle diese Ansätze entstammen dem Themenbereich der Strategie. In der klassischen Organisationslehre wurde der Wertschöpfungsarchitektur in der Vergangenheit dagegen nur wenig Beachtung geschenkt. Letztlich kommt der Wertschöpfungsarchitektur jedoch eine Brückenfunktion zwischen der Strategie sowie den Prozessen und Strukturen zu (vgl. Bach u. a. 2012).

## Gestaltung der Wertschöpfungsarchitektur
Erster Schritt der Gestaltung der Wertschöpfungsarchitektur (vgl. im Folgenden Bach u. a. 2012) ist die Analyse der Branchenarchitektur, die alle zur Nutzenstiftung in der Branche benötigten Wertschöpfungsaktivitäten und die Schnittstellen zwischen diesen Aktivitäten umfasst. In der Textilbranche sind dies z. B. – in vereinfachter Form – die Aktivitäten Design, Produktion Stoffe, Produktion Konfektion, Distribution und Einzelhandel sowie die zugehörigen Schnittstellen (vgl. Müller-Stewens/Lechner 2011).
Auf Basis dieser, nur sehr beschränkt zu beeinflussenden Branchenarchitektur muss sich jedes Unternehmen, das in der jeweiligen Branche tätig sein will, fragen, welche strategische Positionierung gewählt werden soll. Aufbauend auf Heuskel (1999) stehen grundsätzlich folgende alternativen strategischen Positionierungen zur Verfügung:
• Integrator: Alle Wertschöpfungsaktivitäten werden selbst abgedeckt (in der Textilbranche bspw. Benetton)
• Layer Player: Spezialisierung auf eine oder wenige Wertschöpfungsaktivität(en) (in der Textilbranche bspw. Modedesigner)
• Orchestrator: Spezialisierung auf wenige Wertschöpfungsaktivitäten und Integration der Spezialisten für die nicht selbst abgedeckten Aktivitäten (in der Textilbranche bspw. Steilmann)
Auf Basis der gewählten strategischen Positionierung kann abgeleitet werden, welche Wertschöpfungsaktivitäten selbst zu erbringen sind („Make“). Wenn es sich bei den nicht selbst erbrachten Elementen um Standardaktivitäten bzw. -produkte handelt, für die es einen (intermediären) Markt gibt, kann dieser genutzt werden („Buy“). Gibt es jedoch keinen passenden Markt oder soll eine engere Abstimmung erfolgen, muss ein passender Netzwerkpartner gefunden und eine Kooperationsbeziehung gestaltet werden („Cooperate“). In Summe ergibt sich durch ein zur Strategie passendes Out- bzw. Insourcing von Wertschöpfungsaktivitäten und die Gestaltung der Schnittstellen (Make, Buy oder Cooperate) die Wertschöpfungsarchitektur des Unternehmens.